# Gentlemen's Agreement
Pour plus de détails, voir Fiche technique et Distribution.
Gentlemen's Agreement est un film britannique réalisé par George Pearson, sorti en 1935.

## Synopsis
Un jeune médecin se rend compte que son père est un charlatan...

## Fiche technique
- Titre : Gentlemen's Agreement
- Réalisation : George Pearson
- Scénario : Basil Mason et Jennifer Howard
- Producteur : Anthony Havelock-Allan
- Pays d'origine : Royaume-Uni
- Format : Noir et blanc - 1,37:1 - Mono
- Genre : drame
- Date de sortie : 1935

## Distribution
- Frederick Peisley (en) : Guy Carfax
- Vivien Leigh : Phil Stanley
- Anthony Holles (en) : Bill Bentley
- David Horne : Sir Charles Lysle
- Vera Bogetti (en) : Dora Deleamere
- Victor Stanley (en) : Williams
- Ronald Shiner : Jim Ferrin
- Kate Saxon (en) : Mrs Ferrin